# Agusti Pol
Agusti Pol Pérez (Andorra la Vella, 13 gennaio 1977) è un ex calciatore andorrano, di ruolo centrocampista.